# Елизабет Бард
Елизабет Бард (на английски: Elizabeth Bard) е американска журналистка и писателка на произведения в жанра мемоари (с рецепти).

## Биография и творчество
Елизабет Бард е родена в Ню Йорк, САЩ. Прекарва детството си в къщата на майка си в Тинек, Ню Джърси, и в Ню Йорк. В периода 1992 – 1996 г. следва в университета „Корнел“, където получава бакалавърска степен с отличие по английска филология. В периода 1996 – 1997 г. специализира история на изкуството в аукционна къща „Кристис“. В периода 1999 – 2001 г. следва история на изкуството в Институтът за изкуство „Курто“ към Лондонския университет, където получава магистърска степен.
Докато следва в Лондонския университет се среща с бъдещият си съпруг, инженер от Бретан, при посещение и обяд в Париж. По-късно се омъжва за него и се премества в Париж през 2002 г. Там работи като журналист и пише първите си мемоари.
Първият ѝ роман „Обяд в Париж“ е издаден през 2010 г. В него тя описва своята романтична любовна връзка, среща с истинския любим и приятел, опознаването на Париж и парижаните, техните маниери и култура, тайните на французойките за стройна фигура, и техните готварски умения. Романът става бестселър в списъка на „Ню Йорк Таймс“, получава наградата Gourmand World Cookbook за 2010 г. за най-добра първа готварска книга и я прави известна.
През 2009 – 2010 г., следвайки стъпките на известния френски поет и лидер на Съпротивата през Втората световна война Рьоне Шар, посещават село Сересте в Прованс, Южна Франция, а впоследствие купуват фамилната му къща. Там отваря магазин за сладолед и продължава да пише мемоари за живота си и за френската кухня. Следват книгите ѝ „Пикник в Прованс“ и „Вечеряй с мен : 50 френски тайни за забавно хапване“, които също са бестселъри.
Като журналист тя пише статии за храната, изкуството, пътуванията и дигиталната култура в „Ню Йорк Таймс“, „Интернешънъл Хералд Трибюн“, „Таймс“, „Wired“, „Харпърс Базар“ и „Хъфингтън Поуст“.
Елизабет Бард живее със семейството си в Париж и село Сересте в Прованс.

## Произведения

### Самостоятелни романи
- Lunch in Paris: A Love Story, with Recipes (2010)[1]
Обяд в Париж, изд. ИК „Слънце“, (2012), прев. Славянка Мундрова
- Picnic in Provence: A Memoir with Recipes (2015)
Пикник в Прованс, изд. „Слънце“ (2015), прев. Катя Перчинкова
- Dinner Chez Moi: 50 French Secrets to Joyful Eating and Entertaining (2017)
Вечеряй с мен : 50 френски тайни за забавно хапване, изд. „Слънце“ (2018), прев. Катя Перчинкова